# Latcho Drom
Latcho Drom è un film documentario del 1993 diretto da Tony Gatlif. Il titolo può essere tradotto in italiano con l'espressione buon viaggio.
Fu presentato nella sezione Un Certain Regard del 46º Festival di Cannes.

## Trama
Tra musiche e danze il film racconta il lungo percorso che dall'anno 1000 (circa) alla fine del 1900 il popolo rom  ha intrapreso dal nord dell'India fino alla Spagna e la relativa evoluzione musicale che, raccogliendo le tradizioni culturali con cui si viene a confrontare, trasforma la musica, sfociando, alla fine, nel flamenco.

## Riconoscimenti
- 1993 - Festival di Cannes
  - Menzione nella sezione Un certain regard